# Paranthropus robustus
Paranthropus robustus, door sommige onderzoekers Australopithecus robustus genoemd, is een uitgestorven mensachtige die tussen ongeveer 2,0 en 0,7 Ma geleden in het zuiden van Afrika leefde en die leek op een robuuste Australopithecus africanus.
De soort werd in 1938 benoemd door Robert Broom. Hetzelfde jaar was er een fossiel opgedoken dat bewees dat er in Zuid-Afrika een zwaarder gebouwde tak van mensachtigen had bestaan. Die zag hij niet als mogelijke voorouders van de mens en vandaar de geslachtsnaam Paranthropus die 'naast de mens' betekent. In een klein aantal dicht bij elkaar gelegen grotten zijn er nog meer botten van de soort gevonden, waaronder enkele tamelijk complete schedels. Die geven een goed beeld van de bouw van het hoofd maar de rest van het skelet is minder volledig bekend.
De schedel is zwaargebouwd. Bij oudere mannen loopt een beenkam over het midden van het schedeldak. De jukbeenderen zijn zeer breed. Daaraan en aan de kam waren zeer sterke kauwspieren verbonden. Die vergroten de bijtkracht van zeer brede kiezen. De valse kiezen zijn bijna even groot als de kiezen. De achterste tanden zijn bedekt door zeer dik email. De voortanden en hoektanden zijn daarentegen klein. De onderkaken zijn hoog en breed. De rest van het skelet is niet bijzonder zwaargebouwd. P. robustus werd zo niet langer dan tussen de 1,1 en 1,3 meter, waarbij de mannen mogelijk een stuk zwaarder waren dan de vrouwen. Hij liep volledig rechtop.
De grote kiezen kunnen gediend hebben om op de savanne harde grassen te eten. Een andere mogelijkheid is dat het voedsel bestond uit knollen en wortels. Er zijn echter ook aanwijzingen dat vruchten, honing en insecten werden verorberd. Het dier lijkt ook vaak bossen te hebben opgezocht en had misschien nog aanpassingen om in de bomen te klimmen, zoals lange armen. Simpele werktuigen van bot die in de grotten gevonden zijn, waren wellicht van Paranthropus robustus afkomstig maar hij deelde zijn leefgebied met de zeldzamere Homo habilis en Homo ergaster die grotere hersenen hadden. Sommige onderzoekers denken dat de soort in harems leefde bestaande uit een dominante man met meerdere vrouwen. Andere wetenschappers menen dat het waarschijnlijker is dat meer mannen en vrouwen samenleefden.
Later zijn er meer robuuste australopitheken gevonden zoals Paranthropus boisei en Paranthropus aethiopicus. De verwantschappen met deze oudere vormen en hun relatie met A. africanus zijn zeer omstreden. Het kan zijn dat ze samen een aparte tak uitmaakten. Het is ook mogelijk dat het niet directe verwante australopitheken zijn die afzonderlijk een zware schedelbouw ontwikkelden als aanpassing aan een ander dieet. Het is niet zeker wanneer P. robustus uitstierf. Wellicht gebeurde dat zo'n zevenhonderdduizend jaar geleden toen het klimaat steeds droger werd.

## Ontdekking en naamgeving

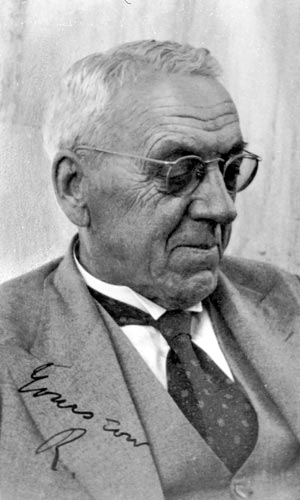
Robert Broom

Het eerste fossiel van deze soort, een deel van een linkerbovenkaak met een tand, werd op 8 juni 1938 bij Swartkrans van de steenwerker G.W. Barlow gekocht door de paleoantropoloog Robert Broom. Broom zag dat het om een andere, nog niet beschreven, soort moest gaan dan de al bekende Australopithecus africanus. Enkele dagen later gaf Barlow aan dat het fossiel enige maanden eerder door Gert Terblanche gevonden was. Dit was een vijftienjarige schooljongen die 's zondags als gids in de grotten van Sterkfontein optrad. Broom zocht de jongen op zijn school op. Op aanwijzing van Gert vond hij de vindplaats op een heuvel bij Kromdraai waar hij nog enkele andere schedel- en kaakfragmenten aantrof die bij het eerste stuk hoorden. Gert deed daar afstand van in ruil voor vijf repen chocola. Deze incomplete schedel werd, samen met alle fragmenten, onder het inventarisnummer TM 1517 het holotype voor de nieuwe soort Paranthropus robustus die Broom in 1938 benoemde en beschreef. Naast de schedelfragmenten werden ook wat botten van de postcrania aangetroffen waarvan later werd gedacht dat ze een tweede individu vertegenwoordigden, een onvolgroeid exemplaar. In 2019 concludeerde een studie dat ze bij het holotype hoorden dat dan dus niet volwassen was.

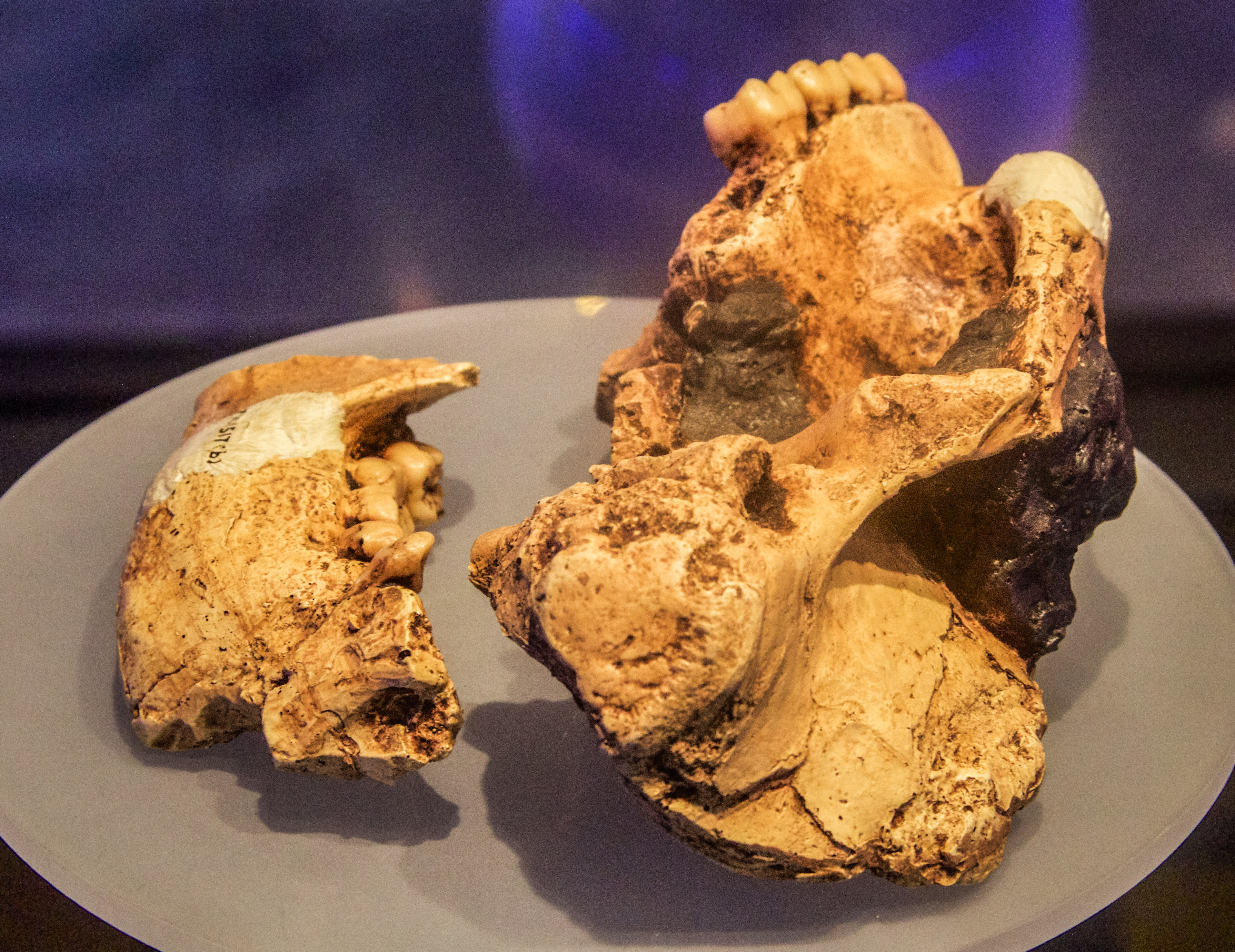
Het holotype

Omdat de schedel erg van Australopithecus afweek, benoemde Broom voor de nieuwe soort het nieuwe geslacht Paranthropus. De geslachtnaam betekent de 'bij-mens'. De typesoort van het geslacht is Paranthropus robustus. De soortaanduiding betekent 'de zwaargebouwde'. Later werden nog meer soorten in dit geslacht benoemd. In 1939 beschreef Broom apart het gebit.
In 1941 vond Broom bij Kromdraai een kaak van een jong exemplaar, specimen TM 1536, gevolgd door specimen TM 1603 in 1944. In 1947 ontdekte hij bij Swartkrans een paar onderkaken van een jongvolwassen individu, specimen SK 6. Dit benoemde hij in 1949 als de nieuwe soort Paranthropus crassidens, de 'diktand', overigens zonder redenen te geven voor het onderscheid. Later werd dat vaak gezien als een jonger synoniem van P. robustus. Aan de soort werden ook de tanden SK 2, SK 3 en SK 4 toegewezen. Daarna kwam specimen SK 47 aan het licht, de onderkant van een schedel van een adolescent. In 1949 vonden steenwerkers schedel SK 46, van een man. Op 30 juni 1950 volgde de zeer complete schedel SK 48, meestal gezien als een volwassen man.

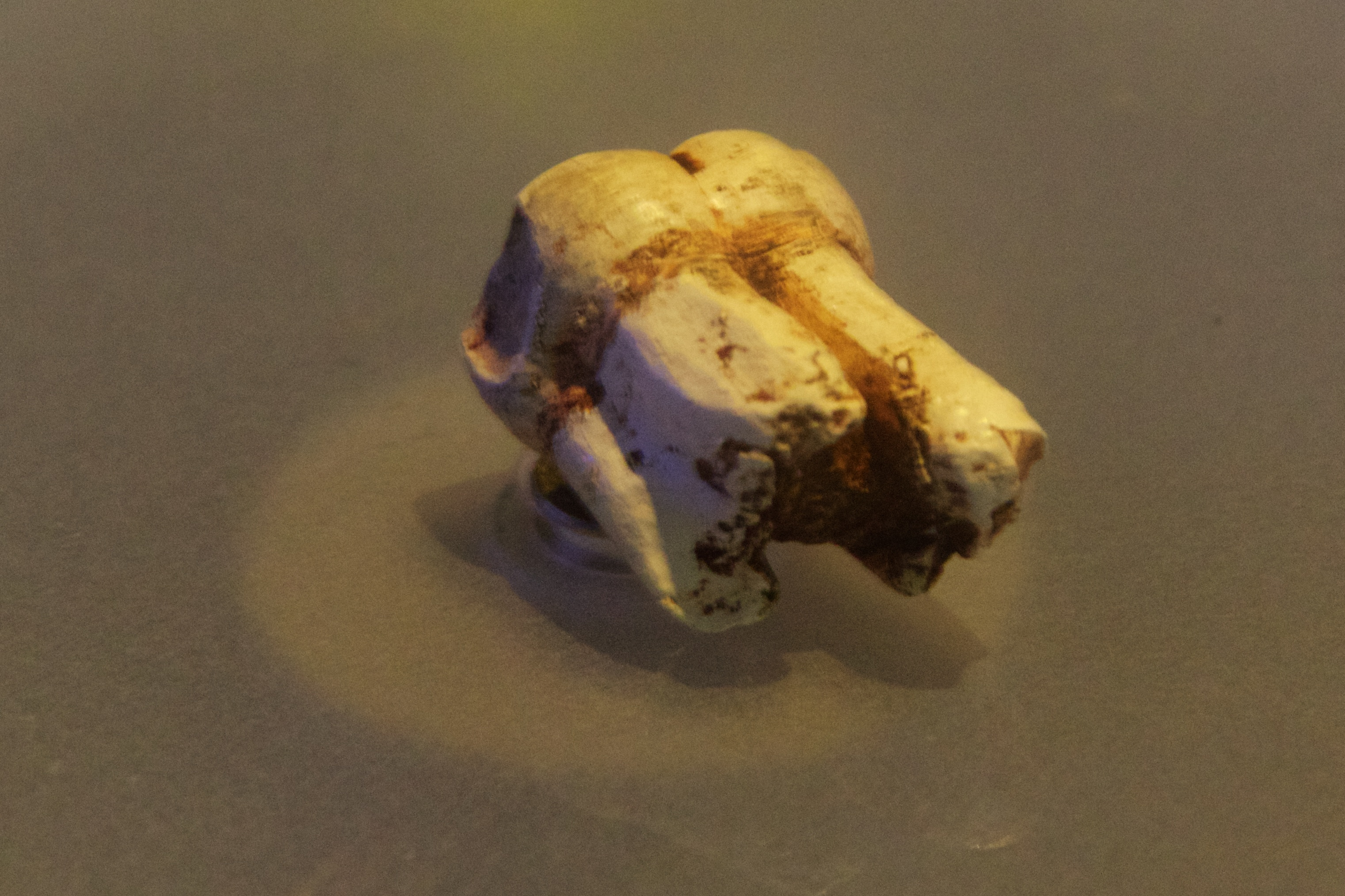
GDA-2

In de grot bij Swartkrans zijn uiteindelijk resten gevonden van 130 individuen, bij Kromdraai van zeventien. Beide grotten vertegenwoordigen verreweg het meeste gevonden materiaal van de soort. De latere vondsten bij Swartkrans zijn vooral gedaan op de Hanging Remnant-vindplaats en 1,8 miljoen jaar oud. In Zuid-Afrika zijn er echter ook kleinere vindplaatsen. Van de grot van Drimolen zijn sinds 1992 negenenzeventig specimina gemeld, waaronder de zeer complete schedel DNH 7 gevonden op 21 oktober 1994 die ook de onderkaken bewaart, wellicht van een vrouw, bijgenaamd Eurydice. Tegelijkertijd werd een onderkaak van een man aangetroffen, specimen DNH 8. Specimen DNH 152, gevonden in 2018, is paleomagnetisch gedateerd op twee miljoen jaar en daarmee het oudste exemplaar van P. robustus waaraan een exacte leeftijd is toegekend. Even oud lijkt de zeer complete schedel DNH 155. Van Sterkfontein zijn veel fossielen bekend; de specimina StW 566 en StW 569 lijken in ieder geval tot P. robustus te behoren. In de grot Gondolin is er in 1997 een kies gevonden, specimen GDA-2, die echter zo extreem breed is dat hij voorlopig aan een Paranthropus sp. is toegewezen. In de Coopersgrot zijn enkele fragmenten aangetroffen en de rechterhelft van een gezicht, specimen COB 101.
Vondsten uit Tanzania van Paranthropus boisei zijn door sommige onderzoekers aan Paranthropus robustus toegewezen. Beide soorten zijn ook als synoniemen gezien.

## Beschrijving

### Grootte

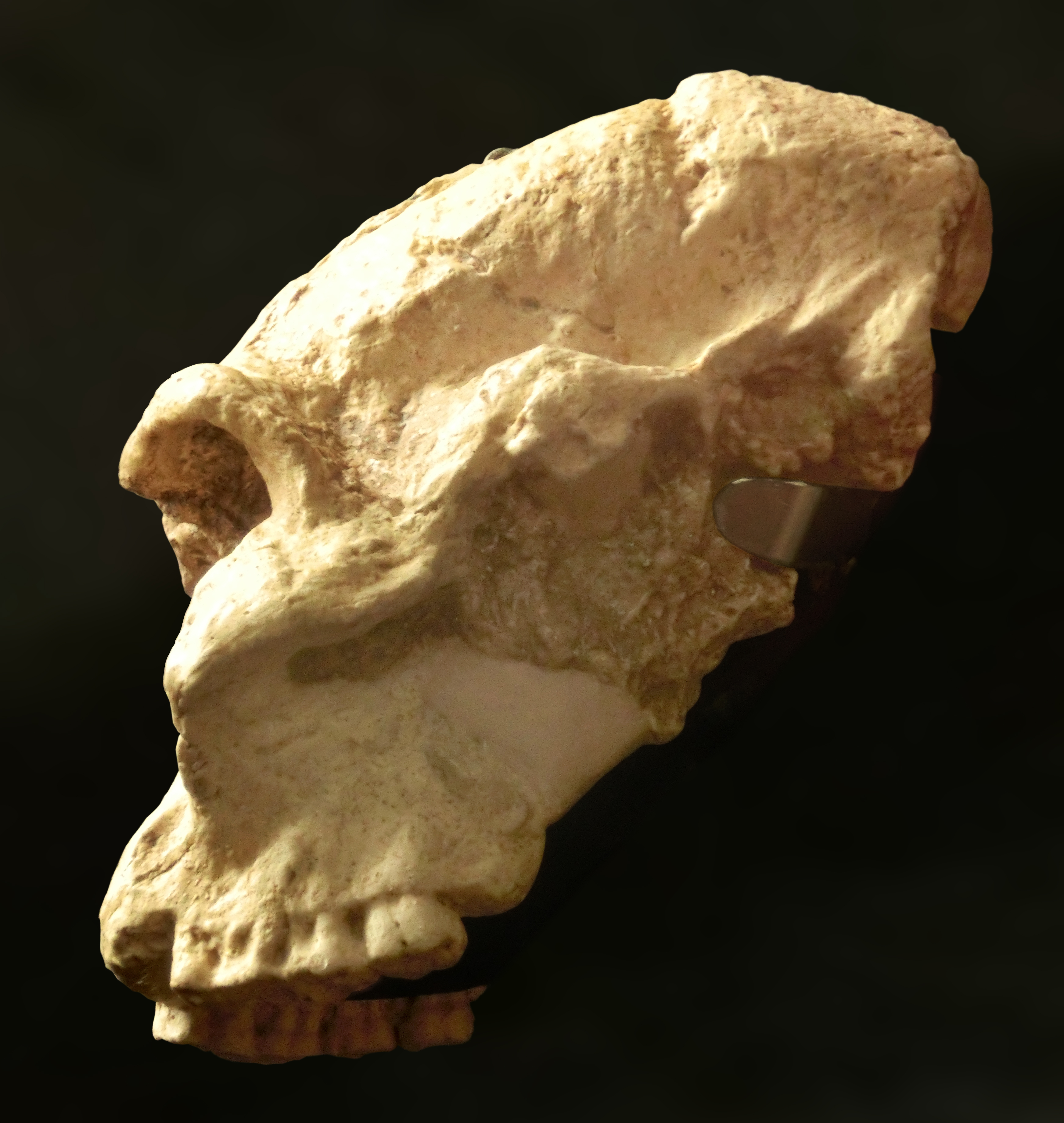
Paranthropus robustus kenmerkt zich, zoals SK 46 laat zien, door een vrij verticaal gezicht waarbij de jukbeenderen verder naar voren uitsteken dan de neuswortel, een zogenaamd dished face

Paranthropus robustus werd ongeveer 1,1 tot 1,3 meter lang. Het gewicht was lang onzeker maar in 1988 meldde Henry McHenry de vondst van nieuwe exemplaren uit Swartkrans die ook de postcraniale skeletten bewaarden. Uit de oudste lagen daarvan bestond een derde uit zeer kleine individuen die zo licht waren als achtentwintig kilogram. Zo'n 22% betrof exemplaren rond de drieënveertig kilogram wogen. Rond de 43% woog tot 54 kilogram, een getal dat overigens overgenomen was van P. boisei. In jongere lagen overwogen grotere individuen. Aangenomen werd dat vrouwen kleiner en lichter waren, in een zeer duidelijk seksueel dimorfisme. Op basis van enkele dijbeenderen becijferde McHenry dat de vrouwen gemiddeld 110 centimeter lang waren, de mannen 132 centimeter. In 2016 schatte William Jungers het gemiddelde gewicht op 31,7 kilogram.

### Schedel

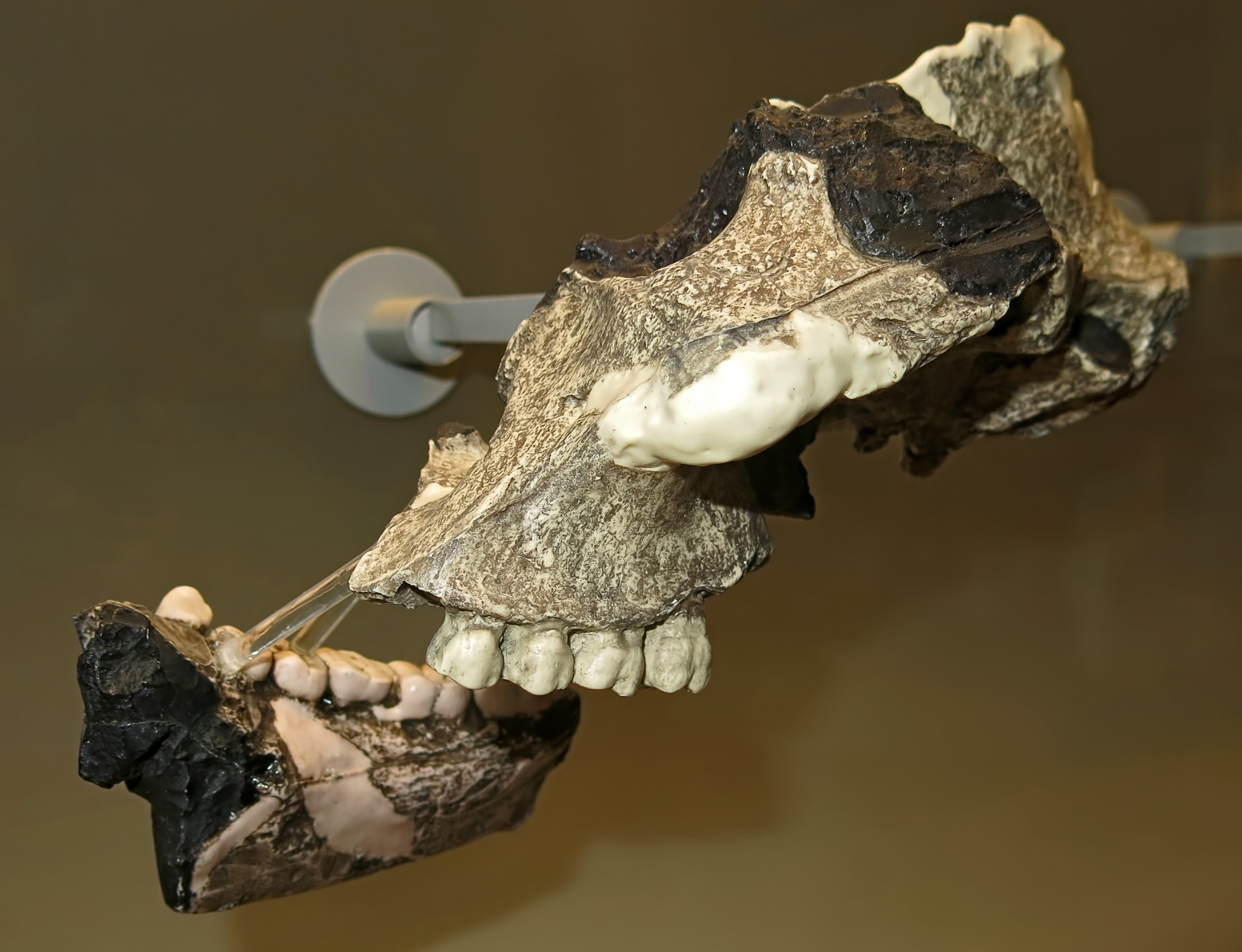
Een afgietsel van het holotype

P. robustus had een groot, tamelijk vlak gezicht zonder hoog voorhoofd maar met een flinke insnoering achter de forse wenkbrauwbogen. De oogkassen hadden een afgeronde onderrand. Hij had verder een grote en hoge onderkaak. De voortanden zijn smal in vooraanzicht en zowel absoluut als relatief klein. De hoektanden zijn klein, kort en relatief stomp. Hij heeft daarentegen enorme megadonte kiezen met extreem dik tandemail. De premolaren hebben de vorm van kiezen, doordat de knobbel aan de tongzijde, het talonide, hoog is uitgegroeid alsmede de knobbels aan de achterzijde. Ze zijn vooral overdwars verbreed. De wortels van kiezen en premolaren zijn omgeven door dikke beenwallen. De vierde premolaar is groter dan de derde. De drie kiezen per kwadrant nemen naar achteren in grootte toe. Hun knobbels zijn geplaatst in een parallellogram. Bij de onderste kiezen zijn de knobbels aan de achterkant, aan de zijde van de volgende kies, het grootst. Verder had hij een kam op de schedel die diende voor de aanhechting van de zware kaakspieren. Het oppervlak daarvoor werd verder vergroot door zeer zware jukbeenderen. Die maakten een grote musculus masseter mogelijk en plaatsten die spier meer voorwaarts van de tandenrij wat de bijtkracht vergroot. De jukbeenbogen steken zo ver naar voren dat het neusbeen achter ze ligt en het gezicht ter hoogte van de onderste oogkassen een hol profiel krijgt. Tussen het jukbeen en het bovenkaaksbeen bevindt zich onder de oogkas een driehoekig hol vlak. De bovenkaak is hier versterkt door zuilvormige verdikkingen. De onderkaken zijn hoog en overdwars dik. Hun verbinding, de symfyse, is verdikt om torsiekrachten te weerstaan. Het verhemelte is verticaal dik. Dat alles wijst erop dat hij grof en taai voedsel op zijn menu had staan waarop flink gekauwd moest worden.
Broom schatte de herseninhoud van het holotype in 1938 op 600 cc. In 1946 vergrootte hij dat tot 575-680 cc. Later werd duidelijk dat hij geneigd was de hersenpan te groot te reconstrueren. In 1972 bepaalde Ralph Holloway het volume van schedelkap SK 1585, met een natuurlijk afgietsel van het brein, op 530 cm³. In 2000 werd dat bijgesteld tot 476 cc. Dat betekent overigens niet dat de soort minder cognitief ontwikkeld was dan eerder gedacht want het hele lichaamsgewicht zou in de loop der jaren lager geschat worden. Daarbij heeft P. robustus relatief grotere hersenen dan andere robuuste australopitheken. De structuur van het brein is echter basaler dan bij A. africanus.

### Postcrania
Over het postcraniaal skelet, onder de schedel, is weinig bekend omdat de gevonden skeletten alle zeer fragmentarisch zijn. Tot 1988 werd vaak gedacht dat de rompen van paranthropi even robuust waren als hun hoofden wat een schatting voor de lichaamslengte opleverde van zo'n 1,7 meter, een getal dat nog wel in populairwetenschappelijke werken opduikt. John Robinson schatte in 1972 de lengte van grote mannen op anderhalve meter, het gewicht op maximaal eenennegentig kilogram. Zware individuen zouden zelfs te log geweest zijn om goed rechtop te lopen. McHenry toonde echter aan dat hun postuur even "petit" was als bij lichtgebouwde australopitheken.
De wervels van de torso lijken vrij langwerpig. De lendenwervels zijn relatief robuust wat kan wijzen op een aanpassing aan het rechtop lopen. Het bekken lijkt op dat van australopitheken in het algemeen: plat van voor naar achter met brede bladen van de darmbeenderen. Dat laatste kenmerk lijkt extra sterk ontwikkeld. Het heupgewricht is relatief klein. De ondersteuning van de rug door het bekken is krachtig wat een lordose of kromming van de onderrug mogelijk zou hebben gemaakt, weer voor een opgerichte gang. Over de verhouding in lengte tussen armen en benen is geen statistisch significante informatie beschikbaar. De knieschijf houdt het in dikte tussen die van een chimpansee en die van een moderne mens.

### Onderscheidende kenmerken
P. robustus heeft een meer gegeneraliseerde bouw ten opzichte van P. boisei en mist zo heel evidente autapomorfieën, unieke afgeleide eigenschappen. Het gezicht staat meer haaks op de onderste lijn van de bovenkaak dan bij P. boisei. Het verhemelte is breder en ondieper. Het jukbeen steekt meer naar voren uit en is van het bovenkaaksbeen gescheiden door een duidelijke verticale groeve. Een dergelijke groeve ontbreekt juist bij de tandkas voor de bovenste hoektand.
Mocht P. robustus gezien worden als een directe afstammeling van A. africanus dan heeft hij vele afgeleide kenmerken ten opzichte van die laatste. Het bovenste kaakgewricht is breder en dieper. De trog erboven is ook dieper. De processus mastoideus, het achter de ooropening gelegen aanhechtingsvlak voor een kauwspier, is gezwollen aan de buitenzijde van de kam van de crista supramastoidea en daarvan gescheiden door een brede ondiepe groeve. De buitenste gehoorgang is groot met een bijna ronde doorsnede, gelegen aan de buitenzijde van punt van de processus mastoideus en op het niveau van de crista suprameatalis. Het uitsteeksel achter het kaakgewricht is klein en vergroeid met het tympanicum. De incisura mastoidea, de groeve aan de binnenzijde van de processus mastoideus waar de musculus gastricus begint, heeft de vorm van een kleine inkeping. De bovenste slaaplijn op het voorhoofdsbeen heeft de vorm van een duidelijk afgetekende richel. De middenkam tussen de wandbeenderen splitst zich nog boven de L-vormige beennaden met het achterhoofd en laat daar zo een leeg vlak open. De slaaplijnen raken de nekkam in de buitenste derde delen, korte, ten dele samengestelde kammen vormend op de overgang tussen achterhoofd en slapen. Het onderste deel van het wandbeen is sterk gegroefd en afgeschuind voor een overlapping met de slaap ter hoogte van het squamosum. De onderste rand van de oogkas is aan de buitenzijde afgerond. Beide kiezen hebben een vierkant profiel van het kauwvlak met een verbreding richting buitenzijde en mesiaal, een diepe en nauwe middentrog, een nauwe groeve in de lengterichting en een verdikte distale rand.

## Fylogenie

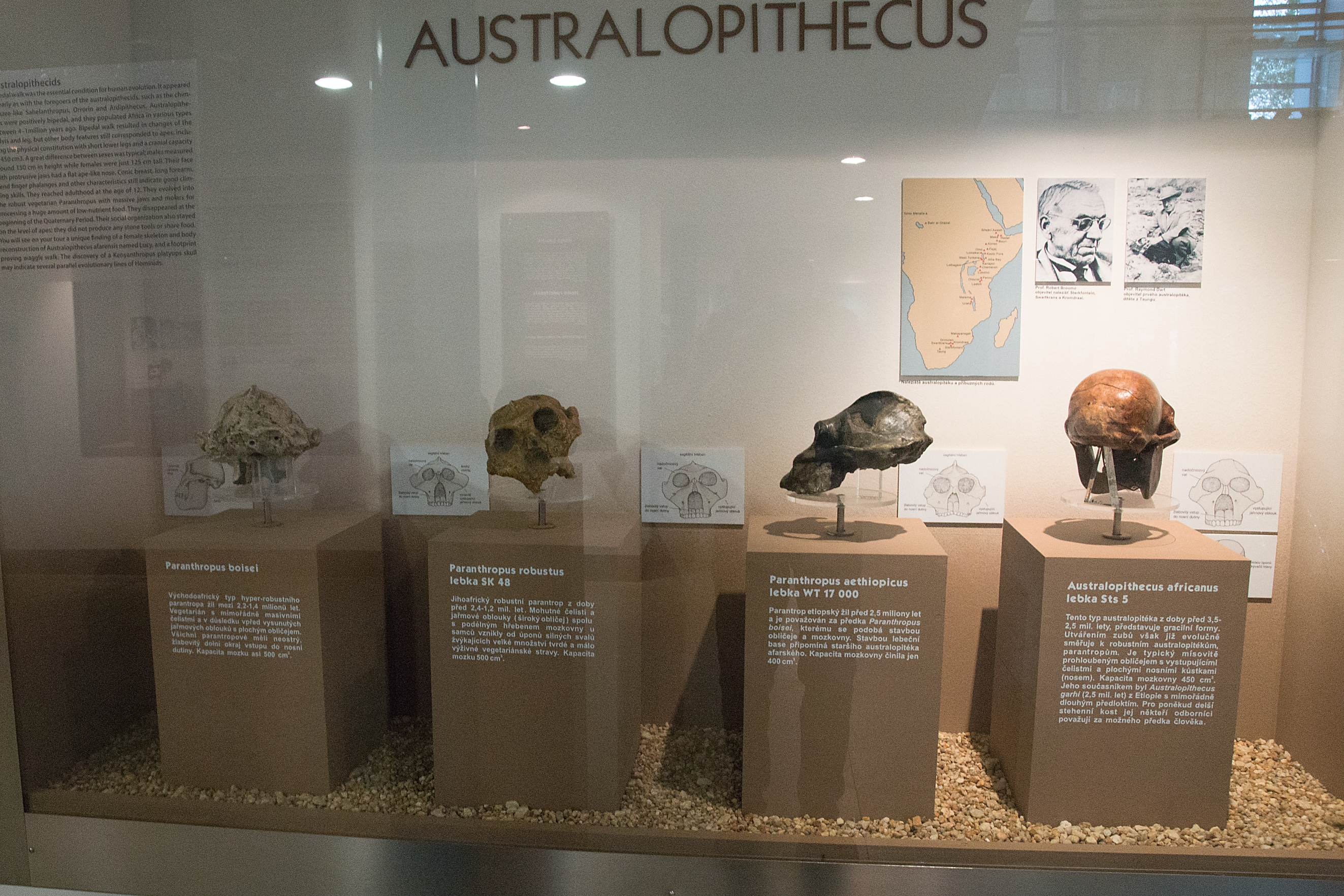
De verwantschappen tussen de verschillende australopitheken zijn al decennia zeer omstreden

In de jaren dertig was de fylogenie van mensachtigen nog heel onzeker. Het leek duidelijk dat P. robustus geen directe voorloper van de moderne mens was.  Broom vermoedde een verwantschap met Gigantopithecus, toen nog gezien als een mogelijke mensachtige, en verenigde in 1950 beide vormen in de Paranthropinae. In de jaren zeventig werd duidelijk dat P. robustus een vertegenwoordiger was van de 'robuuste australopitheken', soorten die zwaarder gebouwd waren dan Australopithecus africanus of Australopithecus afarensis. Als verwant daarvan wordt P. robustus ook gezien als een Australopithecus robustus, de naam die in 1951 door Sherwood Larned Washburn gegeven was en in de jaren tachtig verreweg het meest gangbaar was. In de jaren negentig echter werd men zich steeds meer bewust van het feit dat het geslacht Homo uit Australopithecus voortkwam dat dus parafyletisch was, een onnatuurlijke groep. In een poging het bereik van dit concept zo veel mogelijk te beperken, keerde men terug tot het begrip Paranthropus. Behalve P. robustus bracht men daar de robuuste vormen Paranthropus boisei en Paranthropus aethiopicus bij onder.
De onderlinge verwantschappen tussen die drie soorten en hun relatie met de lichtgebouwde of 'graciele' australopitheken zijn omstreden. Er zijn twee belangrijke hypothesen betreffende P. robustus. Hij kan samen met P. boisei en P. aethiopicus een aparte tak vormen, wellicht afstammend van A. africanus. Hij kan ook als enige uit A. africanus voortkomen, een Zuid-Afrikaanse groep vormend, terwijl de andere twee robuuste soorten apart staan. In dat geval is er weinig reden ze nog bij Paranthropus onder te brengen. Onduidelijk bij dat alles is de relatie met A. afarensis die een gemeenschappelijke voorouder van al die vormen zou kunnen zijn maar ook in de basis zou kunnen staan van een tak naar robuuste vormen. Hoe complex de verhoudingen liggen, toont het feit dat P. robustus in sommige kenmerken dichter bij Homo staat dan bij graciele australopitheken. Dat is wel gezien als een teken dat hij daar ook nauwer aan verwant zou zijn.
In 2020 werd duidelijk dat oudere schedels uit Drimolen een vroege morfe lijken te vertegenwoordigen die nog niet zo sterk gespecialiseerd is als de exemplaren die vroeger wel bij P. crassidens werden ondergebracht. Hun schedelkam loopt minder ver naar voren door. Het jukbeen is niet zo naar achteren verschoven ten opzichte van de tandenrij en horizontaal dunner aan de basis. Het verhemelte ligt meer voorwaarts van de schedelbasis. Dit alles zou de bijtkracht met een derde hebben verminderd. Daarbij zijn er veel afwijkende details zonder duidelijke functie. Het rotsbeen ligt meer naar binnen. Het jukbeen springt niet plots naar voren ten opzichte van het bovenkaaksbeen. De bovenhoeken van de oogkassen zijn afgerond in plaats van vierkant en hellen naar achteren in plaats van horizontaal te lopen. DNH 155 heeft vrij kleine hersenen met 450 cc. De nieuwe gegevens ondersteunen de hypothese dat Paranthropus monofyletisch is met P. robustus aan de basis van de klade. Die zou dan een heel oude tak vormen waarvan A. africanus niet de voorouder is.

## Levenswijze

### Dieet
Toen Paranthropus robustus in 1938 benoemd werd, was de enige bekende aapmens van vergelijkbare ouderdom de uit hetzelfde gebied beschreven Australopithecus africanus. De in Java en China ontdekte Pithecanthropus erectus en Sinanthropus waren met zo'n achthonderdduizend jaar evident een stuk jonger en meer afgeleid - ook al waren er in de jaren dertig alleen relatieve en nog geen betrouwbare absolute dateringen beschikbaar: naar huidige inzichten werden die veel te laag ingeschat.
De gedachte dat Paranthropus robustus en Australopithecus africanus min of meer gelijktijdig leefden, riep de vraag op welke niche ze vulden in hun ecosysteem. P. robustus met zijn enorme kiezen kreeg de rol toebedeeld van planteneter, terwijl A. africanus als de voorouder van de moderne mens werd gezien en een jager op groot wild. A. africanus zou uiteindelijk de specialistische P. robustus hebben doen uitsterven, volgens sommigen doordat de logge planteneter bij de energieke vleeseter op het menu stond.
Betere dateringsmethoden maakten in de jaren zestig duidelijk dat P. robustus A. africanus lang overleefde door het minstens tot 1,3 miljoen jaar geleden uit te houden. In hetzelfde decennium werd echter Homo habilis ontdekt en die nam de rol van vleeseter of althans generalist over zodat het vervangingsmodel in wezen gehandhaafd bleef. In de jaren tachtig werd duidelijk dat H. habilis geen erg efficiënt roofdier kan zijn geweest maar toen bleek de grote Homo ergaster al twee miljoen jaar geleden bestaan te hebben, een geloofwaardige kandidaat voor het vullen van de niche van dominante jager. Zou P. robustus al niet door directe concurrentie van zijn verwanten zijn uitgestorven dan was zijn dieet in ieder geval te beperkt, 'stenotoop', om de snelle klimaatveranderingen tijdens het Pleistoceen te overleven, terwijl de andere mensachtige tak door een breed, 'eurytoop', dieet daartoe voldoende flexibel zou zijn geweest. Op stenotypie zouden ook de kleine voortanden kunnen wijzen doordat ze de grootte van voedselstukken beperkten die afgebeten konden worden. Dat P. robustus de rol van gespecialiseerde planteneter speelde terwijl Homo meer een vleeseter was, lijkt ook aangetoond worden door de relatieve rijkdom van hun fossielen. Warmbloedige planteneters zijn talrijker dan warmbloedige roofdieren. P. robustus vertegenwoordigt 87% van de mensachtige fossielen te Drimolen, en 96% te Swartkrans. Volgens Bernard Wood kan dat ook betekenen dat P. robustus, als we de populatiedichtheid als criterium nemen, over het grootste deel van zijn bestaan evolutionair succesvoller was dan Homo, in tegenstelling tot de gebruikelijke voorstelling van zaken.

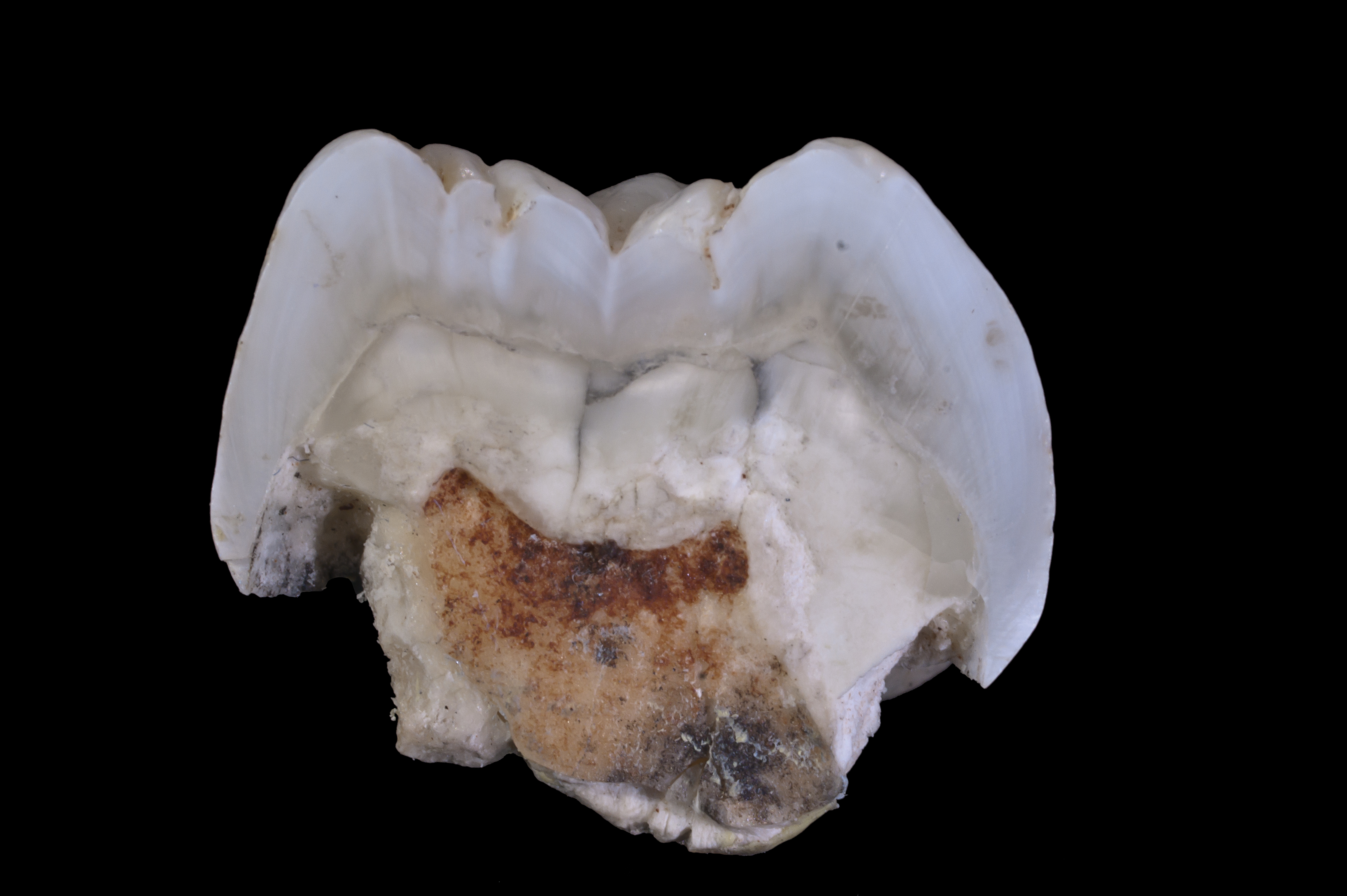
De kiezen zijn bedekt met een kap van extreem dik email

Nog op het eind van de twintigste eeuw werden al deze vroege mensachtigen gezien als bewoners van de savanne. P. robustus zou met zijn krachtige gebit, met een grote bijtkracht of een goede weerstand tegen regelmatig gebruik, harde grassen gegeten hebben, wat de vlakke afslijting van de kiezen verklaarde. Hij zou ook drogere gebieden bewoond hebben. Al in 1981 werd hierover twijfel gewekt toen Alan Cyril Walker erop wees dat bij de robuuste P. boisei de kiezen tot vijfmaal het slijtvlak hadden van de molaren van Homo sapiens zodat de bijtkracht per kies niet hoger lag, ondanks de grote kauwspieren. De grote kiezen zouden primair gediend hebben om meer, niet ander, voedsel te verwerken. Dat sluit aan bij het feit dat de valse kiezen 'gemolariseerd' zijn want doordat ze voor in de kaak liggen, kan de bijtkracht daar niet hoog geweest zijn; hun vorm diende kennelijk om de hoeveelheid gekauwd voedsel te vergroten. Ook de kleine krasjes op de tanden zouden niet anders zijn dan bij moderne basale mensapen die relatief zacht voedsel eten. Dat laatste werd echter bestreden door studies die juist een duidelijk verschil in krassen en emaildikte meenden aan te tonen tussen althans de kiezen Paranthropus robustus en A. africanus. Eenzelfde verschil was er tussen de voortanden. In de jaren negentig echter wees de strontium-calcium-verhouding van de tanden toch op een meer algemeen dieet van P. robustus. De hogere calciumcomponent kan verklaard worden door het eten van vlees. Het is zelfs gesuggereerd dat het email van de kiezen zo dik was om op de pijpbeenderen van prooidieren te kauwen. Een ruimer dieet werd bevestigd door verhouding tussen de koolstofisotopen in de fossielen. Het plantenvoedsel van P. robustus zou maar voor een kwart uit grassen hebben bestaan, voor driekwart voor delen van struiken en bomen, waaronder vruchten. Daarbij zou de grascomponent, de C4-planten, geconsumeerd kunnen zijn door het bejagen en eten van grote grazende prooidieren. Het voedsel kan dus niet voornamelijk uit grassen hebben bestaan maar zelfs een dieet van wortels, knollen en zaden - op de savanne in overvloed aanwezig in voedzame variëteiten - zou niet de gevonden waarden opgeleverd hebben. P. robustus moet dus ongeveer even eurytoop zijn geweest als graciele concurrenten. Dat roept de vraag op waarom hij zulke specialistische aanpassingen heeft aan zijn gebit, zoals emailkappen die veel dikker en complexer gestructureerd zijn dan die van graciele vormen, zonder een speciale splijtrichting, en een kies bestand maakten tegen hard of slijtend voedsel. Een mogelijke verklaring is dat die dienden om het dieet te verbreden als er schaarste was, bijvoorbeeld door seizoensomstandigheden, aan zijn meer normale voedsel. Wanneer door droogte fruit schaars werd, kon hij terugvallen op harde grassen. Dit werd bevestigd door een studie uit 2006 naar de koolstofisotopen welke concludeerde dat grassen en cypergrassen een belangrijk maar per seizoen of jaar variabel deel van het dieet vormden. De afgesleten bunodonte kiezen waren alleen tot pletten of vermalen in staat, niet tot het scheuren van bladeren die kennelijk geen belangrijk deel van het voedsel uitmaakten. De tanden van P. robustus tonen meer geschilferd email dan die van P. boisei, een teken dat de eerste soort vaker harde noten en zaden at. Een verschil met A. africanus zou zijn dat die juist taaier voedsel consumeerde. Veel primaten zijn in zoverre generalisten dat ze als het kan zeer energierijk suikerhoudend voedsel consumeren. Tandbederf bij P. robustus wijst op het eten van honing. Een bron van hoogwaardige eiwitten kan verder de consumptie van ongewervelden geweest zijn, zoals termieten. De grote kiezen moeten goed in staat geweest zijn de harde pantsers van geleedpotigen te kraken.

### Leefgebied

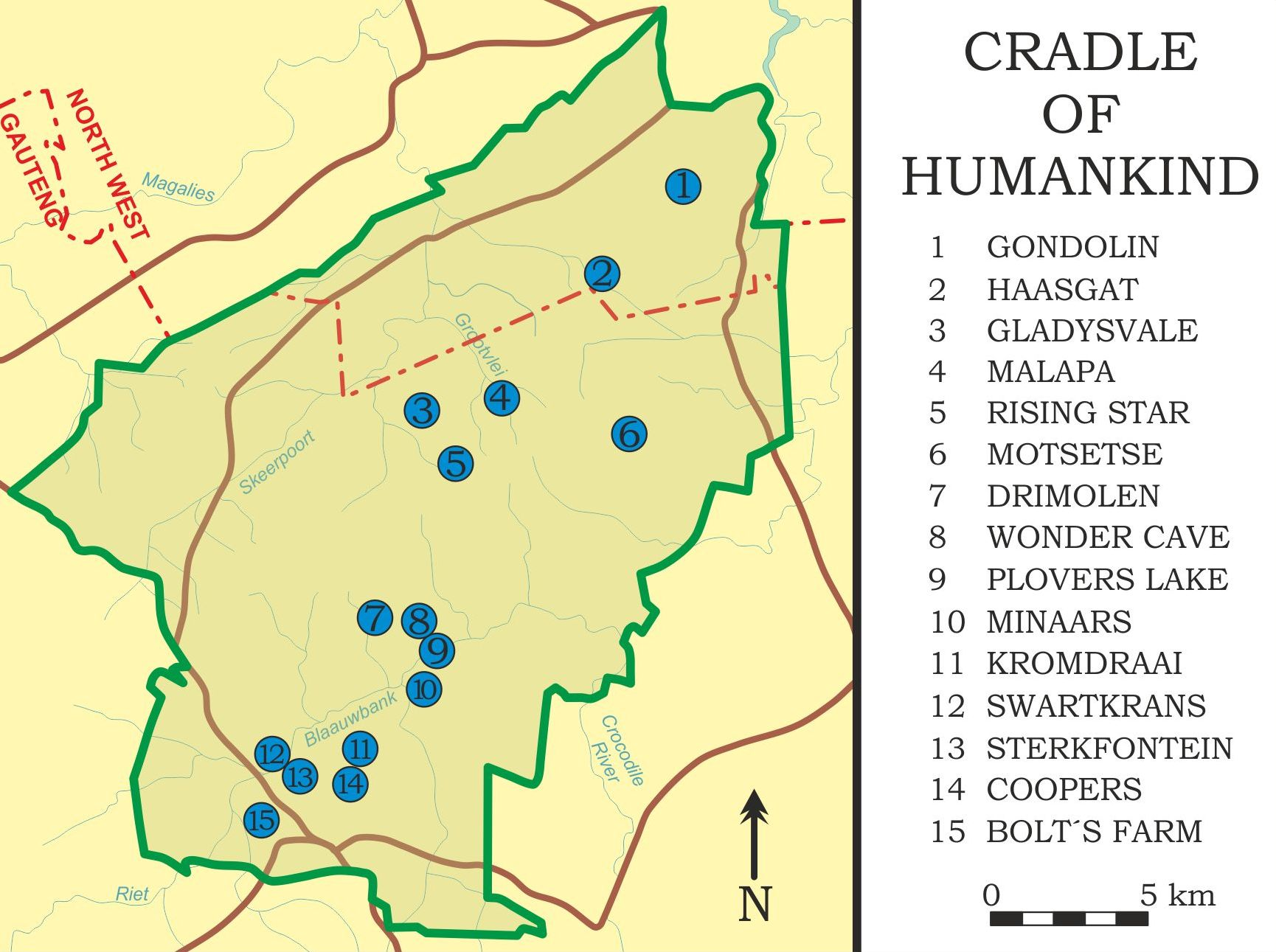
Paranthropus robustus is bekend van een zeer beperkt gebied

Als P. robustus een beperkt dieet had, voorspelt dat het wonen in een speciaal leefgebied dat in staat was het gewenste voedsel te verschaffen. Het bepalen van de precieze habitat wordt voor deze soort bemoeilijkt doordat de fossielen niet in sedimenten opgegraven zijn maar aangetroffen in karstgrotten. Dat maakt het lastig ze precies te dateren of met een bepaald landschapstype in verband te brengen. Volgens Wood is daarom ook niet echt vaststelbaar wanneer P. robustus is uitgestorven. Hij zou het tot zevenhonderdduizend jaar geleden hebben kunnen uithouden. De meest gebruikte methode bestaat uit het afleiden van de habitat uit de met de mensachtigen gevonden fossielen van planteneters. In Afrika werd het klimaat tussen drie en twee miljoen jaar geleden steeds kouder en droger. Swartkrans wordt getypeerd door een fauna van grazende Bovidae die wijzen op een vrij open droog landschap maar wel in de buurt van een stroom. Hetzelfde geldt voor Kromdraai. Dit wordt bevestigd door een analyse van de verhouding van strontiumisotopen. Het kan zijn dat de eenvormigheid van de gevonden leefgebieden een gevolg is van het vlak bij elkaar liggen van de vindplaatsen want robuuste australopitheken in Oost-Afrika blijken meer variabele habitats bewoond te hebben, vaak natter en meer bebost. Daarbij is het mogelijk dat hoewel het landschap in het algemeen droog was, P. robustus de voorkeur gaf aan rivierbossen. Dit lijkt bevestigd te worden door de geleidelijke afneming van het aantal P. robustus-fossielen naarmate de habitat droger werd.

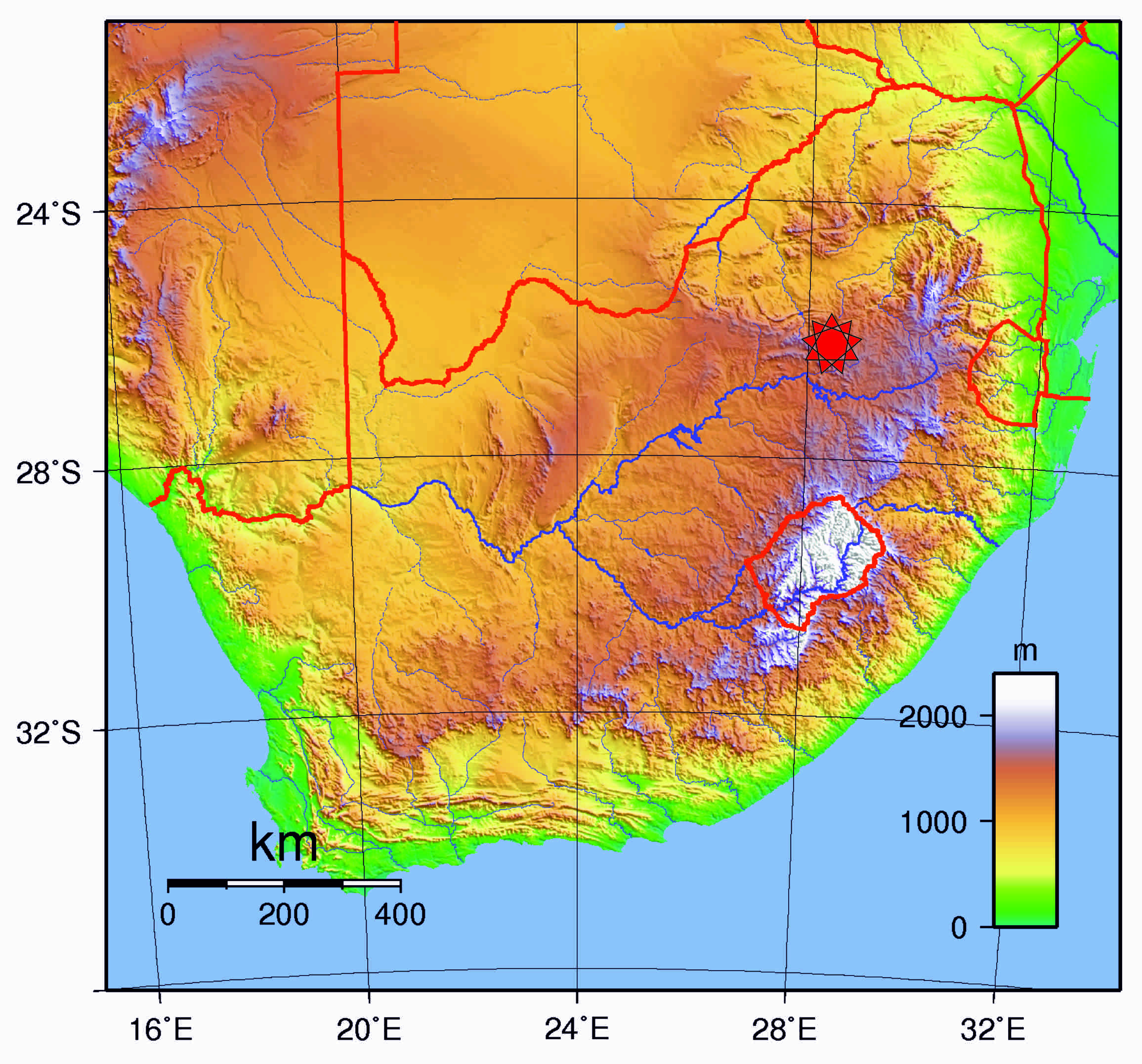
De ruimere locatie van de vondsten

Tussen 1,2 miljoen jaar en 0,6 miljoen jaar geleden deed zich de Mid Pleistocene Transition voor. Door steeds sneller opeenvolgende cycli van wereldwijde glaciatie werd het klimaat in een rap tempo kouder en droger. Het is mogelijk dat het leefgebied van P. robustus daardoor gestaag kromp, met een uitsterven tot gevolg. Dat is echter weer afhankelijk van de niet bekende oorspronkelijke omvang van dat gebied.

### Tweevoetigheid
Meestal wordt aangenomen dat P. robustus, zoals alle australopitheken, rechtop kon lopen. Het weinige dat van het postcraniaal skelet bekend is, lijkt dit te bevestigen. Verschillende onderzoekers hebben echter gesteld dat australopitheken nog een goed vermogen behouden hadden om in de bomen te klimmen. Het is niet duidelijk of P. robustus daar nog veel speciale aanpassingen voor had. Mocht dat wel zo zijn, duidt het op een breder dieet. In 2005 meldde een studie dat de vorm van het spaakbeen zou duiden op een grote flexibiliteit van de onderarm en een goed grijpvermogen vergeleken met de moderne mens. De vorm van het bovenste dijbeen met zeer dikke botwanden en een vrij kleine heupkop, wijst op een iets andere wijze van voortbewegen ten opzichte van de latere Homo. In 2018 echter stelde een studie dat de botstructuur van het dijbeen wees op een tweevoetige gang; de verdikte botwanden zouden ontwikkeld kunnen zijn om de belasting daardoor op te vangen. De vorm van het eerste middenvoetsbeen wijst op een vermogen de eerste teen te strekken dat even goed is als bij de moderne mens. De stand van de eerste teen zou in wezen gelijk zijn aan die bij Homo habilis. Echter, dat laatste zou kunnen betekenen dat toch vaker in bomen geklommen werd.
De vorm van een evenwichtsorgaan, het achterste halfcirkelvormige kanaal in het oor, is bij P. robustus anders dan bij Homo of A. africanus. Dit systeem stabiliseert het lichaam tijdens het rennen en het verschil suggereert een iets andere wijze van snelle voortbeweging.
Het is geopperd dat tweevoetige mensachtigen snel hun vacht verloren om oververhitting te voorkomen tijdens het overdag afleggen van grote afstanden op de schaduwloze savanne. In 2016 stelde een studie echter dat P. robustus alleen aangetroffen is op een hoogvlakte boven de één kilometer en dus behoefte zou hebben gehad aan een dichte vacht om warm te blijven. Daarbij konden de mensachtigen minder actief geweest zijn tijdens de hete middaguren.

### Werktuiggebruik
Eerst werd aangenomen dat P. robustus als een minder intellectueel ontwikkelde tak van de evolutie, geen werktuigen gebruikte. In 2004 wees Bernard Wood erop dat het geringere aantal krassen op de voortanden van P. robustus wellicht niet duidde op een meer beperkt dieet maar op het verwerken van voedsel door eenvoudige werktuigen. Die zouden een veel ruimer spectrum aan voedselbronnen kunnen hebben aangeboord. Ze zouden ook de kleine voortanden hebben kunnen gecompenseerd.
In 1988 stelde Randy Susman dat handbeenderen in Swartkrans gevonden waarschijnlijk van P. robustus waren aangezien de meeste mensachtige fossielen daar van die soort zijn. De  vorm van de botten zou wijzen op een precisiegreep tussen duim en wijsvinger, een bekende aanpassing voor werktuiggebruik. Andere onderzoekers hebben echter de toewijzing van de botten aan P. robustus bestreden.
Bij Swartkrans, Kromdraai en Drimolen zijn eenvoudige werktuigen van been of steen gevonden. Op plaatsen waar er meer botten van P. robustus dan van Homo aanwezig zijn, overwegen de werktuigen van bot. Die werktuigen zijn niet speciaal aan een bepaalde functie aangepast: dat het überhaupt om werktuigen gaat, blijkt uit hun slijtage. Dat zou kunnen betekenen dat P. robustus een geringere competentie had om instrumenten te bewerken. De werktuigen, zoals pijpbeenderen, ribben en kaken, zijn licht genoeg om eenvoudig draagbaar te zijn en kunnen gebruikt zijn om knollen op te graven, de schillen van fruit te verwijderen, de bast van bomen te trekken om keverlarven te bereiken, of om termietennesten open te breken. Dergelijke werktuigen hebben een geschatte ouderdom van 2,3 miljoen tot achthonderdduizend jaar. Volgens Susman konden dezelfde cognitieve vaardigheden die het mogelijk maakten geschikte botten te selecteren, gebruikt zijn om bruikbare stenen te kiezen of zelfs te bewerken zodat ook de stenen werktuigen althans ten dele aan P. robustus mogen worden toegeschreven. In de loop der tijd werden de stenen werktuigen complexer, in een overgang van een Oldowancultuur naar een Acheuléen. Het is de vraag in hoeverre P. robustus die ontwikkeling meemaakte, bij voorbeeld door een culturele interactie met Homo, die meestal als de hoofddrager van technologische vooruitgang wordt gezien.

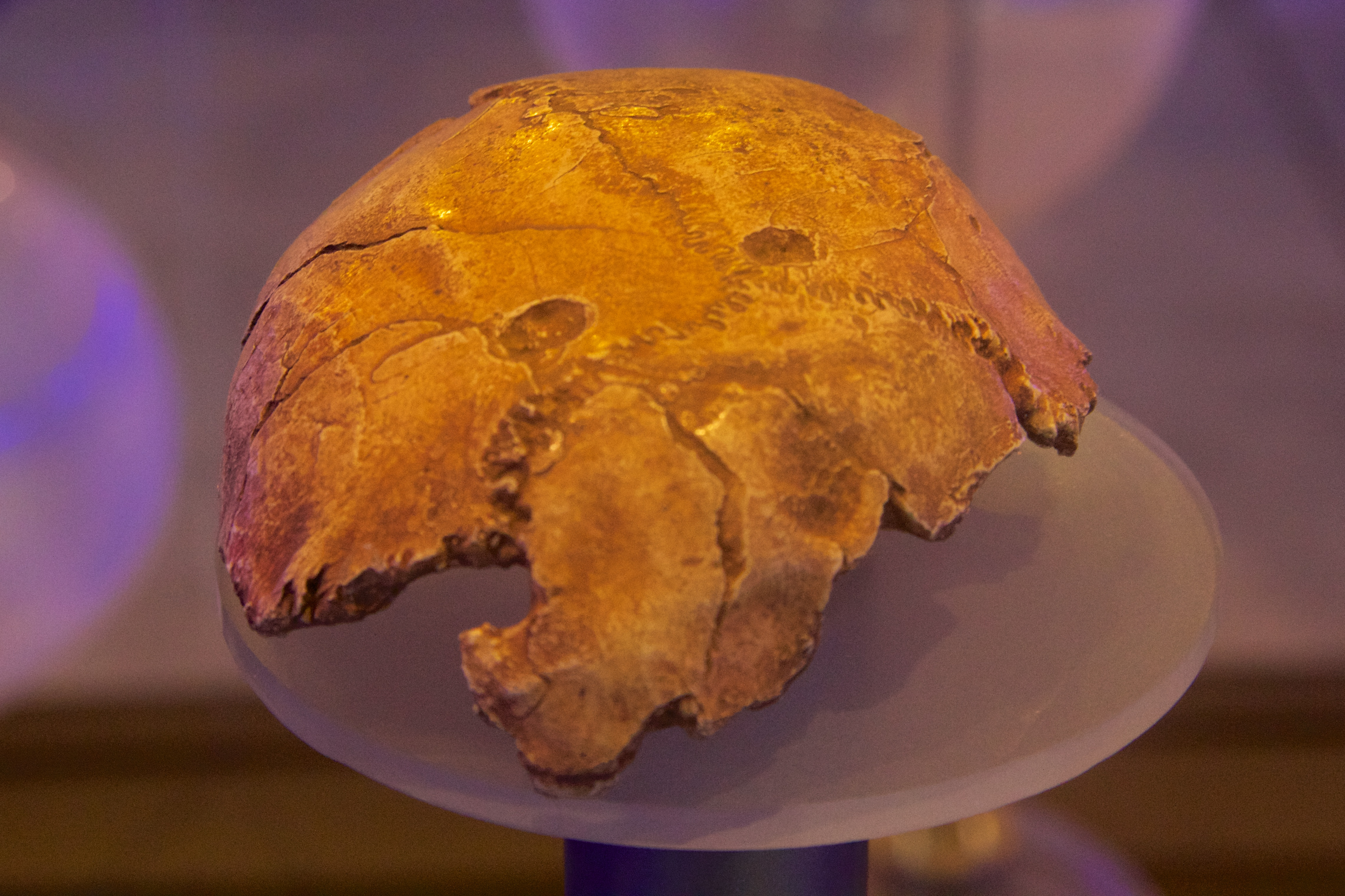
Specimen SK 54 met gaten in het schedeldak

Werktuigen kunnen ook als wapens worden gebruikt voor geweld tussen mensachtigen onderling. In 1961 wees Robert Ardrey op specimen SK 54, de schedelkap van een jonge P. robustus. Die toonde twee kleine doorslagen, vlak naast elkaar. Volgens hem was het jong door een A. africanus tweemaal met een scherpe steen op het hoofd geslagen teneinde het te consumeren. In 1972 stelde Charles Kimberlin Brain echter dat het ging om perforaties door de hoektanden van een grote katachtige die het kind bij de kop gegrepen had.
Een andere vorm van technologie is het gebruik van vuur. Het is vaak omstreden geweest wat de oudste bewijzen zijn voor het beheersen van vuur door de mens. In 1988 meldde een studie dat in de grot van Swartkrans honderden verbrande botfragmenten waren aangetroffen, waaronder beenderen van P. robustus. Die zouden met een ouderdom van tegen de twee miljoen jaar de vroegste aanwijzingen zijn voor vuurgebruik. Het is de vraag of P. robustus zelf vuur kon hanteren of dat hij slechts door andere mensachtigen gebraden werd. Opvolgende onderzoeken opperden alternatieve verklaringen voor de vondsten waaronder de mogelijkheid dat natuurlijke branden de botten geblakerd hadden waarna ze door overstromingen in de grot gespoeld werden.

### Groei
Bij het vaststellen van de individuele leeftijd van exemplaren is het de vraag of P. robustus het snellere groeitempo had van moderne basale mensapen, die rond het dertiende levensjaar hun maximale grootte bereiken, of het langzamere van de moderne mens die tegen de 16,5 jaar een groeistop bereikt. De studie uit 2019 naar het holotype concludeerde tot het eerste. De elementen van de ledematen verschilden in het moment waarop de groeischijven, de epifysen, begonnen te verbenen. Specimen TM 1517 toont dat het onderste uiteinde van het opperarmbeen begon te vergroeien voor het uiteinde van het voorlaatste kootje van de grote teen, net als bij chimpansees maar anders dan bij de moderne mens. Er zijn aanwijzingen dat het langzame tempo bij de mens pas na Homo ergaster evolueerde.
De tanden van jonge dieren hebben wat andere kenmerken dan die van volwassenen. Ze bevatten meer strontium, een aanwijzing voor het eten van wortels en knollen. Vaak is het email op punten weggesleten zodat het dentine zichtbaar wordt. Ook dat kan duiden op het vaker eten van taaie knollen; een alternatieve verklaring is dat de kinderen slechter waren in het verwijderen van gruis, wellicht door een onvolkomen hanteren van werktuigen. Daarbij werden ze wellicht vrij vroeg gespeend, dus hun borstvoeding gestopt.
Uit de tanden van de kinderen kan ook hun groeitempo worden bepaald, onder andere uit het relatieve doorkomen van de elementen van het volwassen gebit. Vooral het uitkomen van de eerste kies van de onderkaak is relevant. Bij moderne grote mensapen vindt de wisseling in het vierde of vijfde levensjaar plaats. Een uitzondering is de mens waar dit gemiddeld in het zesde jaar gebeurt, zo tegen de zesde verjaardag. Er is een verband tussen de uiteindelijke hersengrootte en het tijdstip van wisseling. Als P. robustus dezelfde samenhang zou hebben vertoond, kwam de eerste onderste kies bij hem in het vierde of vijfde jaar uit, net als bij basale mensapen. Dat lijkt de hypothese van een snelle groei te bevestigen. Specimina SK 62 en SK 63, zeer jong gestorven kinderen van R. robustus, hebben kenmerken die wijzen op een nog iets eerdere wisseling. Dat zou kunnen betekenen dat de soort zelfs nog een korter levenstraject had. Een alternatieve interpretatie is dat de kinderen vroeg gespeend werden en de langere rijping zich voordeed waarop de wat grotere hersenen wijzen.
P. robustus toont een aantal unieke kenmerken in de ontwikkeling van de onderkaken. Al bij peuters nam de robuustheid snel toe en raakte de opgaande tak van de kaak sterk verlengd. Net als bij moderne mensen was er resorptie bij de voortanden, wat weerspiegelt dat de kaak weinig prognaat was en de voorste tanden klein waren. Naar buiten toe was er echter een grote afzetting van bot, zich versterkend bij de enorme kiezen. Per exemplaar kon dit verschijnsel wat variëren. Tegelijkertijd verdikte het verhemelte zich. Net als bij Homo sloot de beennaad tussen praemaxilla en bovenkaaksbeen vroeg. De robuuste groei werd vrij lang doorgezet, slechts langzaam vertragend vergeleken met moderne mensen. Desalniettemin vond de meeste verdikking op jonge leeftijd plaats. Er zijn geen aanwijzingen voor een groeispurt in de puberteit. Het kan zijn dat het relatief verticale gezicht veroorzaakt wordt doordat de opgaande tak van de kaak de achterkant van de schedel naar boven doet roteren.
Gezien het verschil in grootte is het duidelijk dat de kiezen snel en de voortanden langzamer gegroeid moeten hebben. Dat wordt bevestigd door hun groeilijnen. De snelle groei gold ook voor de wortels van de kiezen die in lengte die gorilla's evenaren.
Het grootteverschil tussen de mannen en vrouwen kan verklaard worden door aan te nemen dat de eersten na het bereiken van de geslachtsrijpheid een jaar of vijf, zes langer doorgroeiden.
Er zijn verschillende pogingen ondernomen de gevonden fossielen op ouderdom en geslacht te ordenen ten einde een groeitraject vast te stellen. Ook daarbij is het nodig de schattingen te ijken door een vergelijking met moderne mensapen waaronder de mens. Alan Mann schatte in 1968 dat een door hem bestudeerde reeks exemplaren gemiddeld 17,2 jaar geworden was. Dat betekent niet dat ze toen van ouderdom gestorven waren: in de reeks bevonden zich ook kinderen en adolescenten, alsmede een exemplaar van boven de dertig. Daarbij stierven de meeste gevonden individuen door ziekte of door predatie. Het is mogelijk dat de fossielen voornamelijk als voedselresten door katachtigen in holten waren gedumpt. Mann concludeerde dat P. robustus een verlengde kindertijd gehad kon hebben zoals de moderne mens, wat echter weer strijdig is met de resultaten van het latere gebitsonderzoek.

### Sociaal gedrag

#### Honkvastigheid van mannen
Een halve eeuw lang werd de seksuele dimorfie bij P. robustus als gering beschouwd. Eerst zag men alleen wat verschil in een grotere kiesdiameter bij mannen en in de jaren zeventig werd het onderscheid in lichaamsomvang niet groter geschat dan bij de chimpansee, 9 à 10%. Een vroeg onderkend verschil met moderne basale mensapen is dat de dwarsdoorsnede van de onderkaak bij de seksen niet gelijk is maar zo'n 60% groter bij mannen.

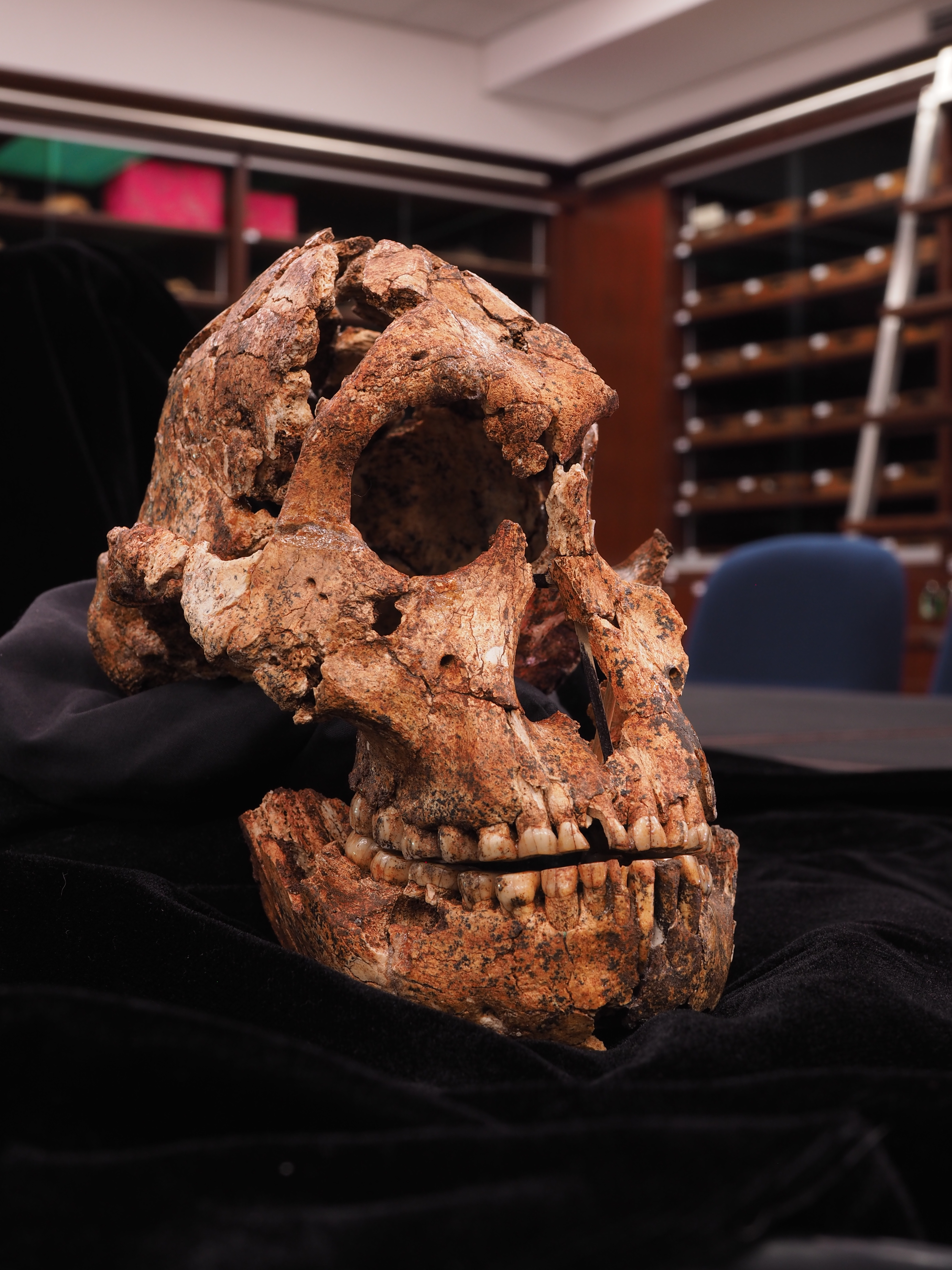
De vrouwelijke schedel DNH 7 is wellicht bedrieglijk doordat ze speciaal lichtgebouwd is als vertegenwoordiger van een vroege evolutiefase

Later werd het mogelijk duidelijke verschillen vast te stellen. Vrouwen missen de schedelkam. Hun kiezen zijn relatief kleiner. Hun hoektanden zijn duidelijk minder fors. Hun gezichten zijn plat in plaats van hol in bovenaanzicht. De bovenste horizontale richel op de slaap ligt lager. Toen de bekende schedels op die manier op geslacht konden worden ingedeeld, bleek dat de mannen een stuk groter waren, volgens Susman een 40% zwaarder. Ook werd duidelijk dat er veel meer mannelijke schedels gevonden waren. Het ging om jongvolwassen mannen. Uitgaande van de gedachte dat de fossielen voornamelijk voedselresten van grote katachtigen vertegenwoordigen, kon dit verklaard worden doordat de mannelijke adolescenten vaker slachtoffer werden van predatie. Bij andere primaten doet dit verschijnsel zich voor als mannen exogaam zijn en de bescherming van de groep moeten verlaten om een nieuwe familiegroep te zoeken of stichten.
De studie van Charles Lockwood uit 2007 die concludeerde dat de mannen van P. robustus jaren langer doorgroeiden, nam bovendien aan dat er op ieder gegeven moment meer volwassen mannen dan vrouwen in de soort waren, wel viermaal zoveel, en dat de sterkste mannen harems vormden met meerdere vrouwen. Katarzyna Kaszyca bracht hier in 2016 tegenin dat de dimorfie of minder was dan bij gorilla's - en dan was de indeling in mannelijke en vrouwelijke exemplaren dus niet zo zeker - of even groot maar dat dan de seksen veel evenwichtiger verdeeld waren. Daarbij zouden ongeacht de sociale verhoudingen mannetjes bij primaten altijd zo'n driemaal vaker op jonge leeftijd omkomen. SK 48 zou wel eens een vrouw met een lage schedelkam kunnen zijn geweest. Bij de resusaap groeien de mannetjes ook langer door maar die leeft niet in harems maar grote gemengde groepen. Rondtrekken in een harem over de open savanne zou ook te riskant geweest zijn. Een beter model voor de sociale structuur zouden de bavianen bieden waarvan sommige soorten voor de veiligheid zich in groepen van een hogere orde organiseren, de clans, en andere. zoals de groene baviaan, op het laagste niveau een soort gezinnen vormen.
Het model van Lockwood werd ook weersproken door een strontiumisotoopanalyse door wetenschappers van de universiteit van Oxford. Vrouwen van Paranthropus robustus zouden uit hun groep zijn vertrokken om bij een andere 'stam' van een andere regio te gaan leven. De mannen groeiden op en stierven in het gebied waar ze geboren werden. Hetzelfde verschijnsel treedt ook op bij mensen, chimpansees en  bonobo's.
Een bijkomend probleem is dat de gevonden exemplaren van een zeer verschillende geologische ouderdom zijn en dus opeenvolgende evolutiefasen van de soort kunnen vertegenwoordigen in plaats van seksuele dimorfie. De twee miljoen jaar oude specimina DNH 7 en DNH 155, de een gezien als een vrouw, de ander als een man, delen vele basale en afgeleide kenmerken en lijken dus de vroege bouw van P. robustus te onthullen. DNH 7 is dus niet zo lichtgebouwd omdat ze een vrouw is maar doordat ze een basale morfologie bezit. Jongere schedels die robuuster zijn, bestaan dan niet noodzakelijkerwijs uit mannen. Als hiermee rekening gehouden wordt, verdwijnt het viervoudige overwicht van mannelijke exemplaren grotendeels.

### Ziekte

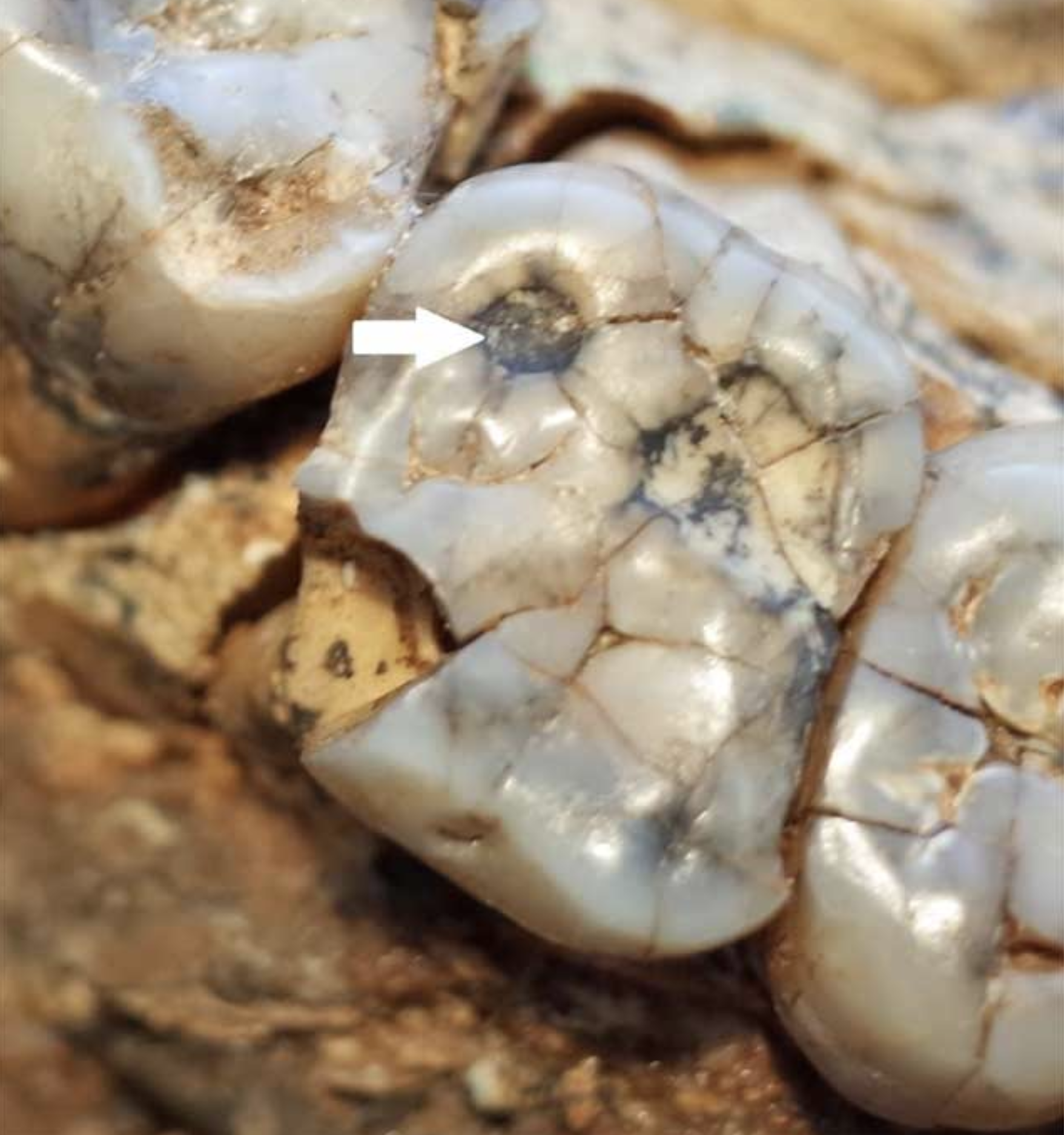
Eerste kies SK 57 toont tertiair dentine

De kiezen van P. robustus tonen soms forse gaten, bij voorbeeld net onder het email op de basis van de wortel. Kennelijk hadden bepaalde individuen last van gingivitis, tandplak en tandsteen.
Gezien het veronderstelde dieet van taaie planten, zou men bij de kiezen veel gevallen van tertiair dentine verwachten, dat zich vormt als het tandemail is weggesleten. In feite is dit slechts bij een zevende van de tanden aangetroffen, niet meer dan bij A. africanus en Homo naledi onder de Zuid-Afrikaanse vormen en veel minder dan bij chimpansees en gorilla's. Dat kan betekenen dat het voedsel toch niet zo slijtend was of dat het dikke email zijn beschermende functie goed uitoefende.
Bij veel tanden, vooral van kinderen, toont het email vele putjes. Bij de moderne mens is dat vaak een teken van een aangeboren afwijking die het email verzwakt. Het kan zijn dat het bij P. paranthropus een gevolg is van een speciaal dieet. In 2019 suggereerde een studie dat het toch een genetische oorzaak kon hebben als het een bijeffect was van een gen dat voor dik email codeerde.

## Meer afbeeldingen

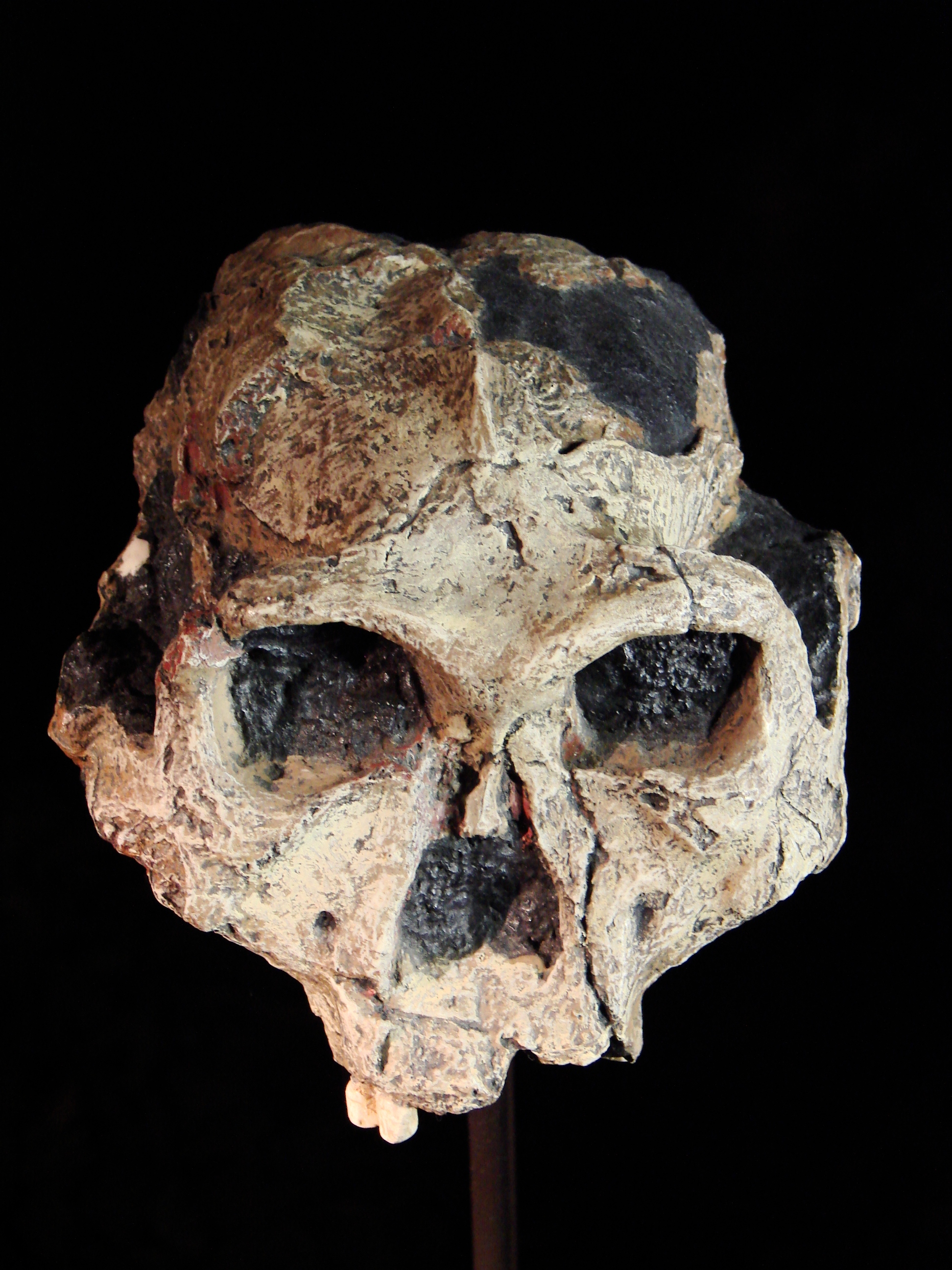
Schedel SK-48 (Swartkrans, Zuid Afrika)
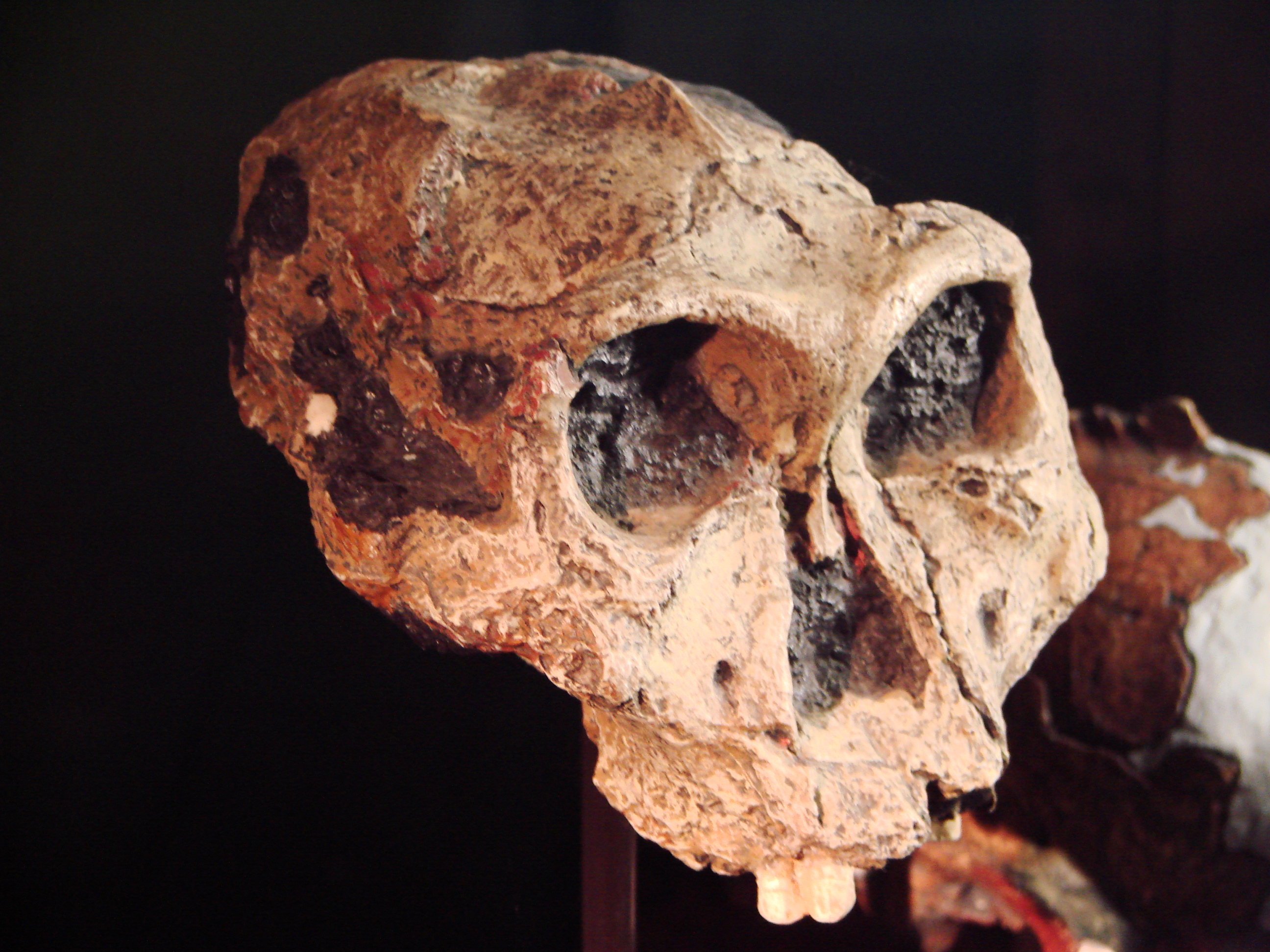
Schedel SK-48 (Swartkrans, Zuid Afrika)
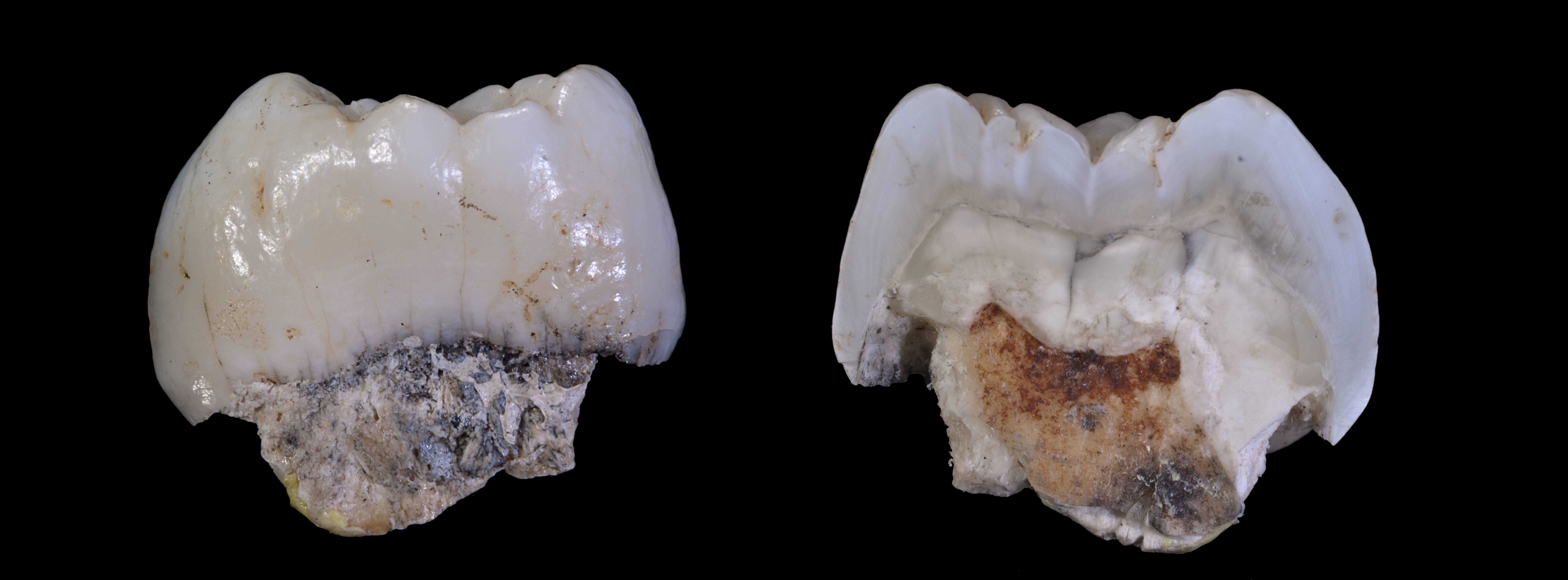
Tand van Paranthropus robustus

| Voorlopers en oude verwanten van de mens | Voorlopers en oude verwanten van de mens | Voorlopers en oude verwanten van de mens |
| Fossiel voorkomen                        | Geslacht                                 | Soorten |
| ---------------------------------------- | ---------------------------------------- | --- |
| 7 - 4,4 Ma                               | Sahelanthropus                           | Sahelanthropus tchadensis |
| 7 - 4,4 Ma                               | Orrorin                                  | Orrorin tugenensis |
| 7 - 4,4 Ma                               | Ardipithecus                             | Ardipithecus ramidus · Ardipithecus kadabba |
| 4,3 - 2 Ma                               | Australopithecus                         | A. anamensis · A. afarensis · A. bahrelghazali · A. africanus · A. garhi · A. sediba |
| 3,5 Ma                                   | Kenyanthropus                            | Kenyanthropus platyops |
| 2,5 - 1 Ma                               | Paranthropus                             | P. aethiopicus · P. boisei · P. robustus |
| tot heden                                | Homo                                     | H. antecessor · H. cepranensis · H. denisova · Homo erectus (Javamens · Pekingmens) · H. ergaster · H. floresiensis · H. gautengensis · H. georgicus · H. habilis · H. heidelbergensis · H. helmei · H. neanderthalensis · H. rhodesiensis · H. rudolfensis · Homo sapiens (H. s. idaltu · Cro-magnonmens · Red Deer Cave-mensen) |